# Análise morfológica
A morfologia , ainda análise morfológica ou mórfica é o ato de estudar cada uma das diversas palavras em uma frase independentemente, visando sua classe gramatical. Há dez classes gramaticais: substantivos, adjetivo, artigo, pronomes, numeral, verbo, advérbio, preposição, conjunção e interjeição.
No exemplo "A Wikipédia é uma enciclopédia livre."
- A é um artigo definido.
- Wikipédia é um substantivo próprio derivado simples.
- é é um verbo na terceira pessoa do singular, no presente do indicativo.
- uma é um artigo indefinido.
- enciclopédia é um substantivo comum derivado simples.
- livre é um adjetivo.

## Ferramentas
WordTools:  - Ferramenta utilizada para realizar análise morfológica de textos escritos em língua portuguesa